# Özkan Yorgancıoğlu
Özkan Yorgancıoğlu (Lempa, Chipre, 1 de agosto de 1954) es un político Turco-chipriota que ocupó el cargo de primer ministro de la no reconocida República Turca del Norte de Chipre entre el 2 de septiembre de 2013 y el 16 de julio de 2015. También es el actual líder del Partido Republicano Turco.

## Biografía

### Primeros años
Yorgancıoğlu nació en Lempa, un pueblo de Paphos, el distrito más occidental de Chipre, que en ese momento era aún una colonia británica. Estudió economía y finanzas públicas en la Universidad de Estambul, recibiendo un título en Ciencias Políticas en 1980.

### Carrera política
El 28 de abril de 2005, Yorgancıoğlu fue nombrado ministro de Juventud y Deportes, en el gabinete del entonces primer ministro Ferdi Sabit Soyer, que gobernó hasta mayo de 2009. Yorgancıoğlu reemplazó a Soyer como presidente del Partido Republicano Turco en 2011. Después de que su partido ganara las elecciones legislativas en julio de 2013, se convirtió en primer ministro para sustituir provisionalmente a Sibel Siber el 2 de septiembre.
- Datos: Q6065323
- Multimedia: Özkan Yorgancıoğlu / Q6065323